# Hans Dahlberg
Hans Dahlberg ( Estocolmo, Suecia, 4 de agosto de 1930 - Estocolmo 24 de febrero de 2019), actor sueco.

## Filmografía
- 1958 — Lek på regnbågen — en el papel de ...
- 1957 — Lille Fridolf blir morfar — en el papel de borracho
- 1956 — Främlingen från skyn — en el papel de ...
- 1955 — Flottans muntergökar — en el papel de Hombre en impermeable
- 1954 — Herr Arnes penningar — en el papel de ...
- 1953 — Fartfeber — en el papel de Tjatte